# Proximal
En anatomía, el término proximal (T.A.: proximalis, del latín proximus, 'próximo') es un adjetivo que indica proximidad hacia el punto de origen o inserción de un órgano, una parte, o cualquier punto de referencia. Es lo opuesto a distal.

Por ejemplo el muslo es más proximal que el pie, o el muslo es proximal al pie,

la pantorrilla es proximal al pie.

El hombro es proximal al codo.

El codo es proximal a la mano.
El colon ascendente es proximal al colon transverso.

El colon transverso es proximal al colon descendente .
En odontología, es la superficie de un diente contigua a la del diente adyacente.

## Estructuras que hacen uso del término
- Arco transverso proximal del pie (T.A.: arcus pedis transversus proximalis), parte proximal de uno de los tres arcos que forman la bóveda plantar.
- Falange proximal de los huesos de los dedos de la mano y los huesos de los dedos del pie (T.A.: phalanx proximalis), primera falange de los dedos de la mano o los dedos del pie.
- Articulación radiocubital proximal (T.A.: articulatio radioulnaris proximalis), parte de la articulación del codo.
- Cara proximal (T.A.: facies approximalis) del diente.
- Porción proximal de la próstata (T.A.: pars proximalis prostatae).
- Porción supracolicular de la uretra masculina (T.A.: pars proximalis urethrae prosticae).
- Arterias estriadas mediales proximales (T.A.: arteriae striatae mediales proximales), ramas de la arteria cerebral anterior.
- Ramas estriadas proximales laterales de las arterias centrales anterolaterales (T.A.: rami striati proximales laterales arteria centralium anterolateralium), ramas a su vez de la arteria cerebral media.
- Ganglio proximal, uno de los ganglios linfáticos inguinales profundos (T.A.: nodus lymphaticus inguinales profundi proximalis).